# تیم ملی بسکتبال ساحل عاج
تیم ملی بسکتبال ساحل عاج،نماینده ساحل عاج در مسابقات بین‌المللی بسکتبال می‌باشد. این تیم توسط فدراسیون بسکتبال ساحل عاج اداره می‌شود. 